# Pinkyrose
Pinkyrose is een Nederlands bedrijf en richt zich op de productie van handgemaakte siropen en limonades met gebruik van natuurlijke ingrediënten.
Het bedrijf werd opgericht in 2013 door Hugo van den Emster en Mat Buitelaar met als doel limonadesiropen te produceren zonder kunstmatige toevoegingen. De siropen worden handmatig gemaakt en bevatten onder andere kruiden en specerijen. Ze zijn veganistisch, gluten- en lactosevrij en worden zonder kunstmatige kleur- en smaakstoffen geproduceerd.
Om de distributie van hun producten in Nederland uit te breiden, ging Pinkyrose in 2021 een samenwerking aan met Bier&cO. Deze samenwerking richtte zich vooral op de levering aan de horeca en zelfstandige slijterijen. Het assortiment werd in 2022 uitgebreid met een nieuwe smaak in blik. De producten blijven vrij van kunstmatige toevoegingen, zoals conserveringsmiddelen.